# Histoire des Juifs au Zimbabwe
L'histoire des Juifs au Zimbabwe remonte à plus d'un siècle. Le Zimbabwe actuel était autrefois connu sous le nom de Rhodésie du Sud et plus tard Rhodésie.

## Histoire

### L'installation et la structuration des communautés juives
Au XIXe siècle, des Juifs ashkénazes de Russie et de Lituanie s'installèrent en Rhodésie après que la région eut été colonisée par les Britanniques. Ils devinrent très rapidement actifs dans le commerce. En 1894, la première synagogue a été établie dans une tente à Bulawayo. La deuxième communauté s'est développée à Salisbury (renommée plus tard Harare) en 1895. Une troisième congrégation a été établie à Gwelo en 1901. En 1900, environ 400 Juifs vivaient en Rhodésie.
Dans les années 1930, un certain nombre de Juifs séfarades sont arrivés en Rhodésie et se sont principalement installés à Salisbury. Au cours de la même période, le pays a également connu l'arrivée de Juifs allemands fuyant la persécution nazie. Après la Seconde Guerre mondiale, des Juifs sont arrivés d'Afrique du Sud et du Royaume-Uni. Une synagogue de la communauté juive séfarade s'est créée à Salisbury dans les années 1950. Cela a été suivi par une nouvelle vague d'installations dans les années 1960 lorsque des Juifs ont fui le Congo belge. En 1961, la population juive a atteint un sommet de 7 060 membres.
Au cours de la première moitié du XXe siècle, les Juifs rhodésiens se sont beaucoup assimilés à la société rhodésienne et les taux d'intermariage étaient élevés. En 1957, un mariage sur sept en Rhodésie était un mariage entre deux individus, juif et non-juif. Roy Welensky, deuxième et dernier Premier ministre de la fédération de Rhodésie et du Nyassaland, était le fils d'un Juif lituanien et d'une mère afrikaner.
Outre le Conseil sioniste rhodésien et le Conseil des députés juifs rhodésiens, la communauté juive a développé des institutions pour servir et renforcer la communauté, notamment deux écoles juives (une à Harare, l'autre à Bulawayo), des centres communautaires juifs, des cimetières, des mouvements de jeunesse sionistes, des clubs de sport appartenant à des Juifs, une maison de retraite à Bulawayo et plusieurs organisations féminines. Un certain nombre de Juifs de mouvements de jeunesse sionistes ont émigré en Israël.

### Une présence en déclin depuis la guerre du Bush
En 1965, le gouvernement de la minorité blanche de la Rhodésie du Sud, sous la responsabilité du Premier ministre Ian Smith, déclara unilatéralement l'indépendance en tant que Rhodésie, en réponse aux demandes britanniques que la colonie soit soumise aux règles de la majorité noire. La Rhodésie a ensuite été soumise à des sanctions internationales et les organisations nationalistes noires ont commencé une insurrection, connue sous le nom de guerre du Bush, qui a duré jusqu'en 1979, lorsque le gouvernement rhodésien a accepté de travailler avec les nationalistes noirs. Au moment de la fin de la guerre rhodésienne en 1979, la majorité de la population juive du pays avait émigré, comme la plupart des Blancs.
Certains Juifs ont toutefois choisi de rester quand le pays a été renommé Zimbabwe en 1980. Cependant, l'émigration a continué, et en 1987, seulement 1 200 Juifs sur une population originale de quelque 7 000 sont restés. La plupart des Juifs rhodésiens ont émigré en Israël ou en Afrique du Sud, en quête de meilleures conditions économiques et de perspectives de mariage juif. Jusqu'à la fin des années 1990, des rabbins résidaient à Harare et à Bulawayo mais ils ont quitté ces villes lorsque la communauté a commencé à décliner.
En 1992, le président Robert Mugabe s'en est pris à la communauté juive du Zimbabwe quand il a déclaré que « les fermiers blancs sont des gens au cœur dur, on pourrait penser qu'ils sont juifs ».
En 2002, alors que la survie de la communauté juive était menacée par une pénurie alimentaire et la pauvreté dans le pays, le maire d'Ashkelon, une ville du sud d'Israël, a invité les Juifs zimbabwéens à immigrer en Israël et leur a proposé de s'installer dans sa ville. Plusieurs Juifs zimbabwéens ont accepté son offre.
Aujourd'hui, environ 120 Juifs vivent au Zimbabwe, principalement à Harare et Bulawayo. Il n'y a plus de Juifs à Kwekwe, Gweru et Kadoma. Les deux tiers des Juifs zimbabwéens ont plus de 65 ans et très peu sont des enfants. La dernière Bar-mitsvah a eu lieu en 2006.